# Centaurea aplolepa
Centaurea aplolepa là một loài thực vật có hoa trong họ Cúc. Loài này được Moretti mô tả khoa học đầu tiên năm 1826.